# Neobisium pauperculum
Espèce
Neobisium pauperculum est une espèce de pseudoscorpions de la famille des Neobisiidae.

## Distribution
Cette espèce est endémique d'Espagne. Elle se rencontre en Cantabrie et aux Asturies.

## Description
Neobisium pauperculum mesure 1,7 mm.

## Publication originale
- Beier, 1959 : Ergänzungen zur iberischen Pseudoscorpioniden-Fauna. Eos, vol. 35, p. 113-131 (texte intégral).